# LynxOS
LynxOS no se refiere al sistema operativo para la consola de juegos Atari Lynx.
LynxOS RTOS es un sistema operativo de tiempo real tipo Unix de LynuxWorks (anteriormente "Lynx Real-Time Systems").
Las primeras versiones de LynxOS se creó en 1986 en Dallas, Texas, para un procesador Motorola 68010. En 1988-89, una versión de LynxOS que se hizo para una arquitectura Intel 80386.
En 1989, la compatibilidad con SVR3 se ha añadido al sistema, y más tarde, la compatibilidad de Linux. Hoy en día, LynxOS también funciona en otras arquitecturas, incluyendo ARM, MIPS y PowerPC.